# Kevin Kerslake
Kevin Kerslake (...) è un regista statunitense di videoclip.

## Biografia
Ha lavorato con gruppi musicali tra cui Offspring, Stone Temple Pilots, Filter, Faith No More, Green Day, Depeche Mode, The Smashing Pumpkins, Red Hot Chili Peppers, Nirvana e Bush.

## Videografia
- 1986 - Sonic Youth: Shadow of a Doubt
- 1987 - Sonic Youth: Beauty Lies in the Eye
- 1989 - Sonic Youth: Candle
- 1990 - Mazzy Star: Halah
- 1990 - Nirvana: In Bloom
- 1992 - Walt Mink: Chrowdertown
- 1992 - Nirvana: Come as You Are
- 1992 - Faith No More: Midlife Crisis
- 1992 - Nirvana: Lithium
- 1992 - Helmet: Unsung
- 1992 - Sophie B. Hawkins: California Here I Come
- 1992 - Faith No More: Everything's Ruined
- 1993 - Depeche Mode: One Caress
- 1993 - Nirvana: Sliver
- 1993 - The Pharcyde: Otha Fish
- 1993 - Matthew Sweet: Superdeformed
- 1993 - Jellyfish: The Ghost at Number One
- 1993 - Red Hot Chili Peppers: Soul to Squeeze
- 1993 - The Smashing Pumpkins: Cherub Rock
- 1993 - Mazzy Star: Fade Into You
- 1993 - Quicksand: Omission
- 1994 - Quicksand: Freezing Process
- 1994 - Stone Temple Pilots: Vasoline
- 1994 - Sam Phillips: I Need Love
- 1994 - Stone Temple Pilots: Interstate Love Song
- 1994 - Throwing Muses: Bright Yellow Gun
- 1995 - Bush: Glycerine
- 1995 - Magnificent Bastards: Mockingbird Girl
- 1995 - Simple Minds: She's a River
- 1995 - The Rolling Stones: I Go Wild
- 1995 - Filter: Hey Man, Nice Shot
- 1995 - Filter: Dose